# Apparizione di Cristo alla Madonna (Frei Carlos)
L'Apparizione di Cristo alla Madonna è un  dipinto a olio di tavola di Frei Carlos, realizzato nel 1529 e conservato nel Museo nazionale d'arte antica di Lisbona in Portogallo.

## Storia
L'opera che inizialmente decorava il convento do Espinheiro, a Évora, dove Fra Carlos era frate e lavorava, e successivamente trasferito nel Museo nazionale d'arte antica di Lisbona.

## Descrizione e stile
Il tema del dipinto, ovvero l'Apparizione di Cristo alla Madonna rappresenta un episodio della vita di Cristo dopo la sua risurrezione che non è narrato nei Vangeli, proveniente da testi apocrifi e che è stato rappresentato nell'arte rinascimentale fiamminga e portoghese; è raffigurato sul lato destro, in un interno a volta che rimanda all'architettura del Rinascimento italiano. La Vergine è inginocchiata accanto ad uno sgabello su cui vi è un libro aperto, voltandosi al fianco destro dove appare la figura del Cristo risorto, avvolto in un ampio mantello rosso, regge con la mano sinistra una croce processionale e con la destra benedice
Sia per la luminosità e l'uso di una tavolozza colorata e calda, sia, soprattutto, per un certo arcaismo ricorrente nell'arte fiamminga del XVI secolo, visibile, ad esempio, nella rappresentazione della figura umana, questo dipinto rivela l'origine fiamminga di Frei Carlos e l'influenza che il gotico fiammeggiante delle scuole ganto-brughesi esercitò sul suo lavoro.
Sullo sfondo, incorniciato da un porticato, appaiono i giusti, liberato dal limbo per l'intervento di Cristo nei tre giorni della sua morte, con in primo piano Adamo, Eva e Mosè. All'esterno dell'edificio, sulla sinistra, si trovano le figure delle tre donne che per prime furono testimoni di Cristo dopo la sua resurrezione, essendo Maria Maddalena, che regge una bottiglia di balsamo, Marta e Maria.
La colonna in primo piano al centro, e le due più arretrate che delimitano lo spazio dei giusti, rimandano chiaramente all'architettura di Sebastiano Serlio, paradigma del Manierismo. Nell'architrave sorretto dalla colonna centrale è un angelo che regge un cartiglio con l'anno 1529, anno in cui furono eseguiti i lavori.
Il trattamento del mantello della Vergine Maria deriva dalla tradizione fiamminga, come si può vedere nella trama e nelle pieghe. A sua volta, è evidente l'architettura rinascimentale delle colonne e degli archi, che si mescola con elementi del gotico fiammingo come il battente della porta.
È evidente l'intenzione di mettere in prospettiva la scena, seppur forzatamente, l'autore che cerca di integrarsi nelle novità pittoriche avvenute in Italia.